# Danviksstationen

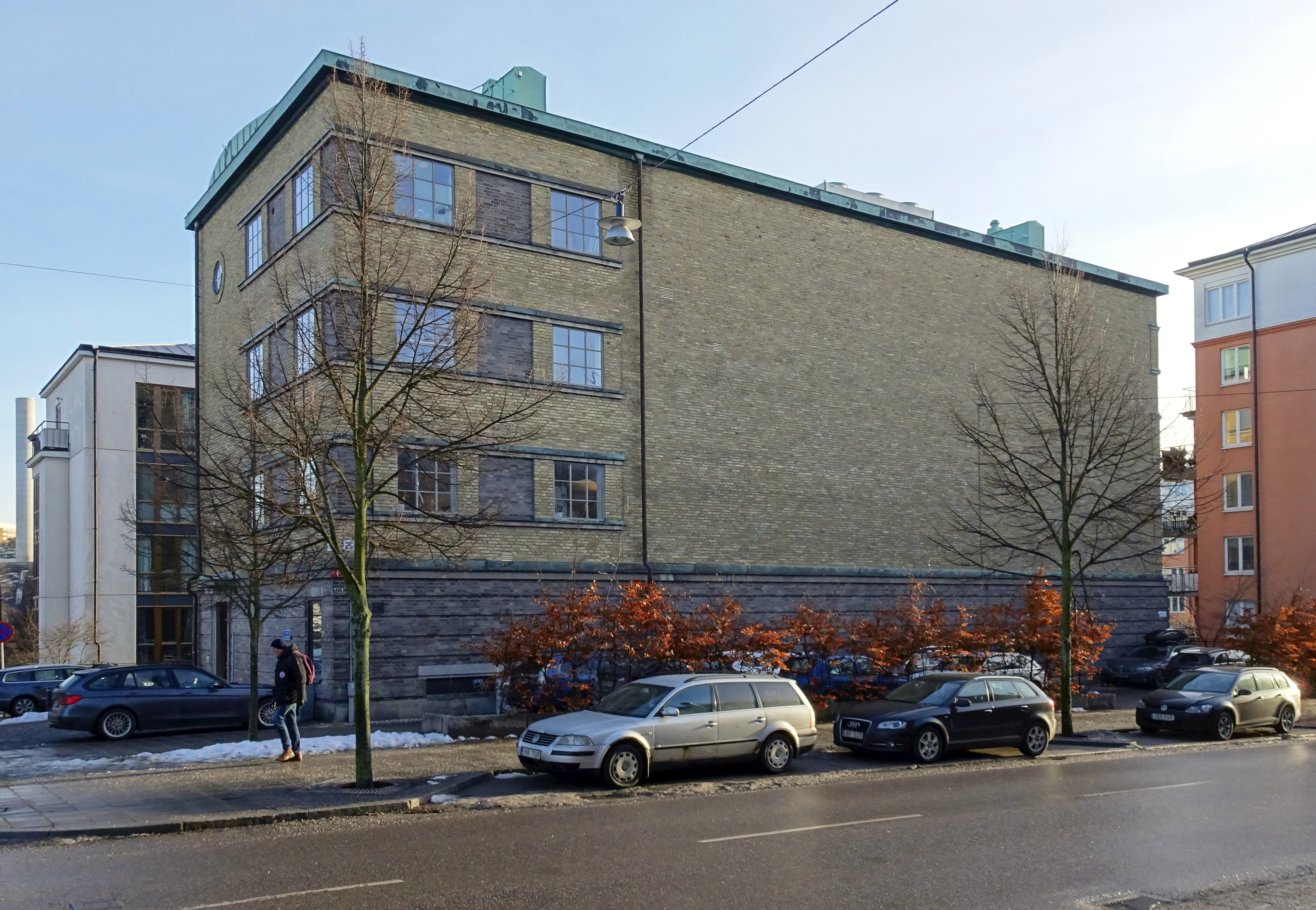
Danviksstationen, fasad mot väster och Tegelviksgatan, januari 2017.

Danviksstationen ligger vid Alsnögatan 12 i hörnet med Tegelviksgatan på Södermalm i Stockholm. Byggnaden uppfördes i mitten av 1930-talet för Stockholms elektricitetsverk och är numera ombyggd till kontor. Huset är grönmärkt av Stockholms stadsmuseum, vilket betyder att "bebyggelsen är särskilt värdefull från historisk, kulturhistorisk, miljömässig eller konstnärlig synpunkt".

## Bakgrund
Vid slutet av 1920-talet fattades beslut om övergången till distribution av växelström med perioder om 50 Hz till kunderna, tidigare var det 25 Hz. 1928 påbörjades därför ett omfattande nybyggnads- och omläggningsarbete. Omkring 1940 var övergången i stort sett avslutad. Transformatorstationen nära Danvikstull, numera kallad Danviksstationen, byggdes som en av dessa anläggningar som uppfördes i samband med övergången.

## Byggnad

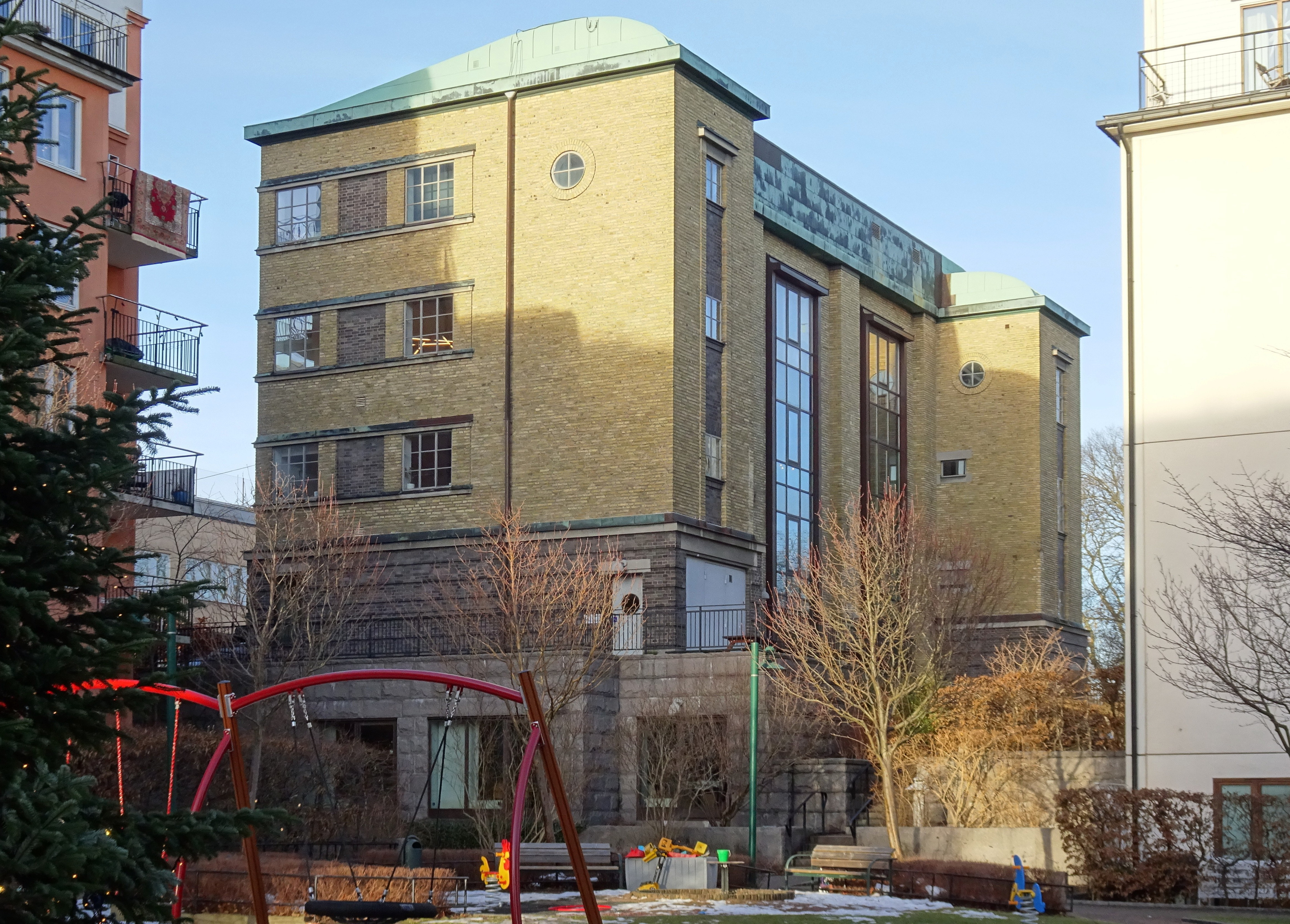
Fasader mot söder och öster.

Ritningarna för Danviksstationen är daterade mars 1932 och undertecknade av Gillis Hansson, som vid den tiden var ingenjör och arbetschef vid Stockholms elektricitetsverk husbyggnadsavdelning. Troligen var det dock Einar Eigert (1895–1978) som var arkitekt bakom huset. Eigert signerade ändringsritningar från 1936 och utförde som byråingenjör på verket flera liknande arkitektuppdrag, bland annat arbetade han med diverse ombyggnader på Enskedestationen på 1940- och 1950-talen.
Byggnaden gestaltades funktionellt och är uppfört i gult murtegel med en bottenvåning i svart tegel. Taket har ett speciellt strömlinjeformat utförande och är täckt av kopparplåt. Stationen fick fyra våningar samt källarvåning. Långsidan är vänd mot Tegelviksgatan och nästan helt sluten. Huvudentrén är från norra gaveln mot Alsnögatan. Mot gårdssidan finns ett trapphustorn i vartdera hushörnet och en underbyggd terrass på vilken tre fristående transformatorer placerades. På de olika våningarna fanns plats för oljeströmbrytare, ställverk och andra elektrotekniska installationer. I hörnet mot Alsnögatan / Tegelviksgatan märks tre om hörn gående fönsterband, här fanns kontor och högst upp en liten lägenhet.
På 1960-talet genomfördes en omfattande ombyggnad av huset och modernisering av de elektriska installationerna. Uppdragsgivare var dåvarande Stockholms Elverk. På 1990-talet lades nätstationen ner och huset byggdes om för kontorsverksamhet efter ritningar av Fidjeland arkitektkontor. Då tillkom de höga, vertikala fönsterbanden i mittenpartiet mot gårdssidan. Ombyggnaden nominerades år 2001 till ROT-priset för bästa ombyggnad i Stockholm.

## Ritningar

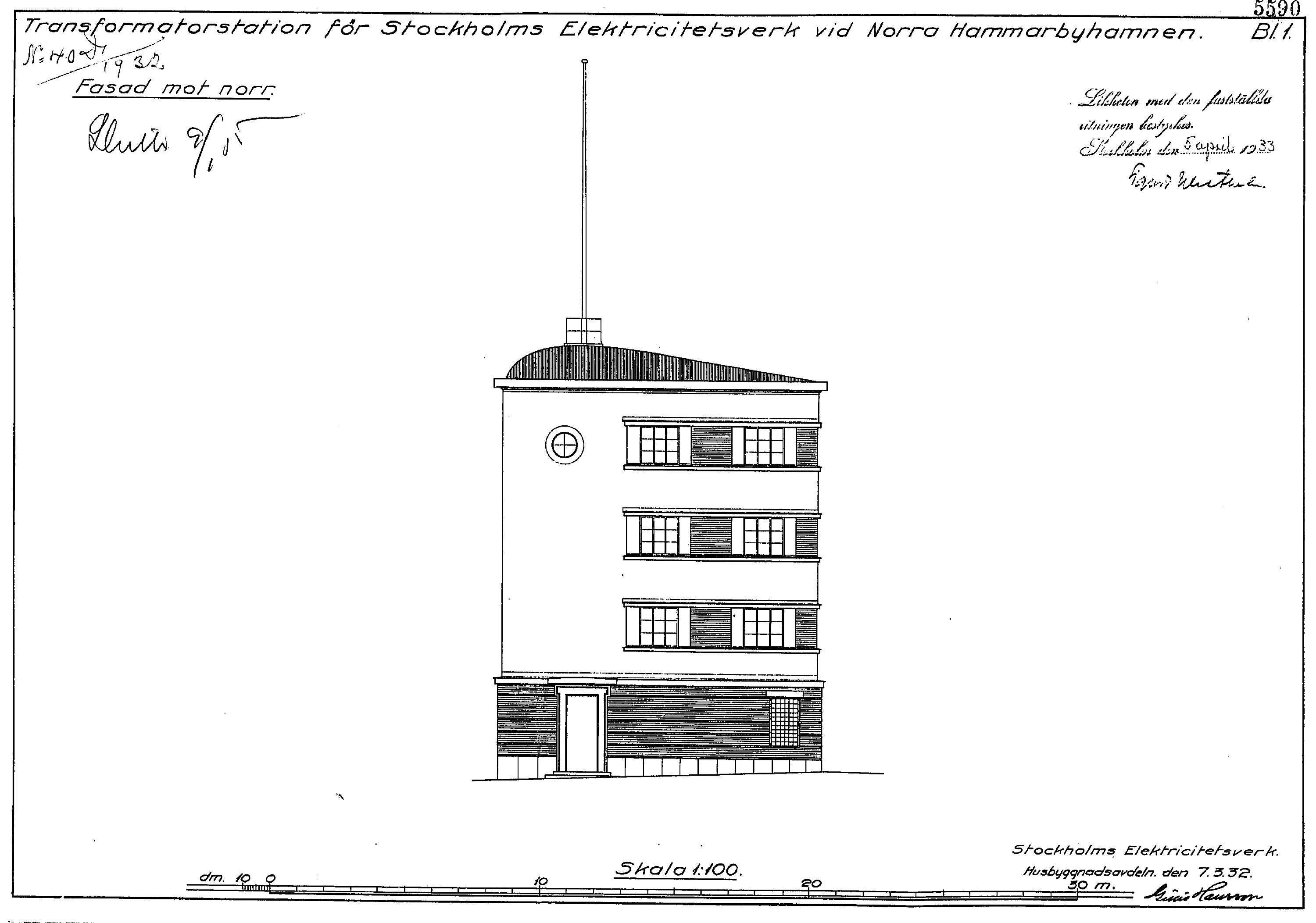
Fasad mot norr
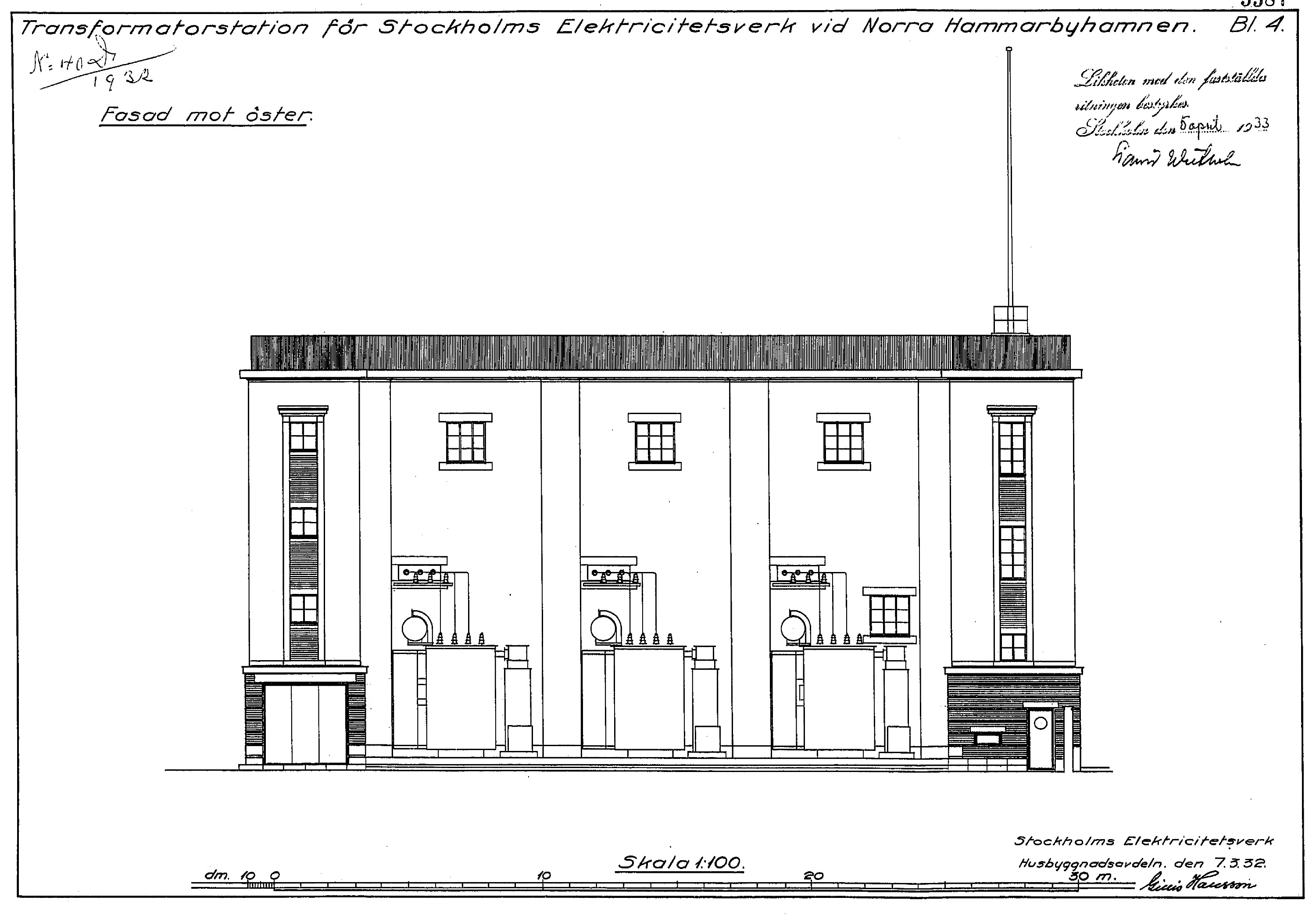
Fasad mot öster
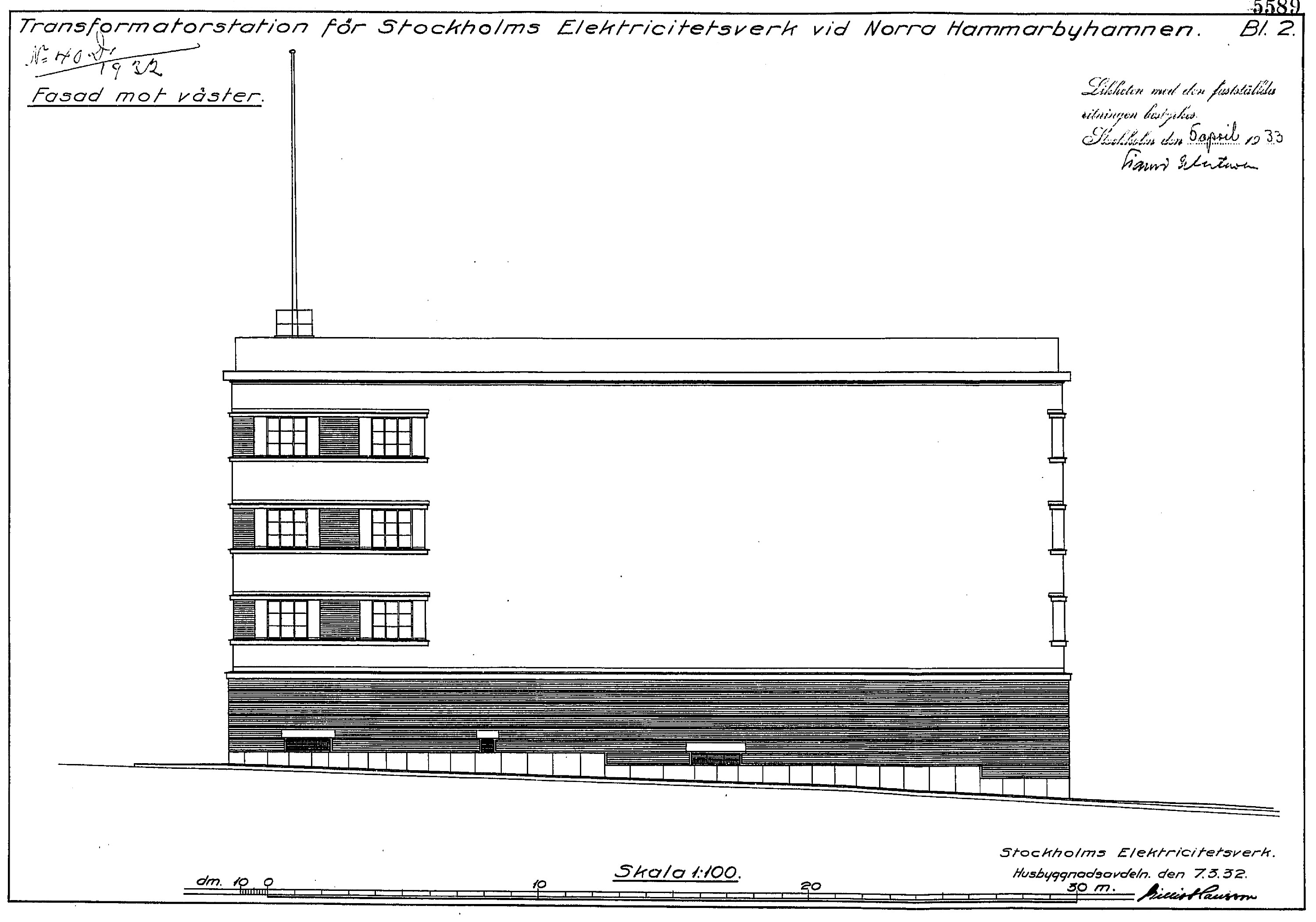
Fasad mot väster
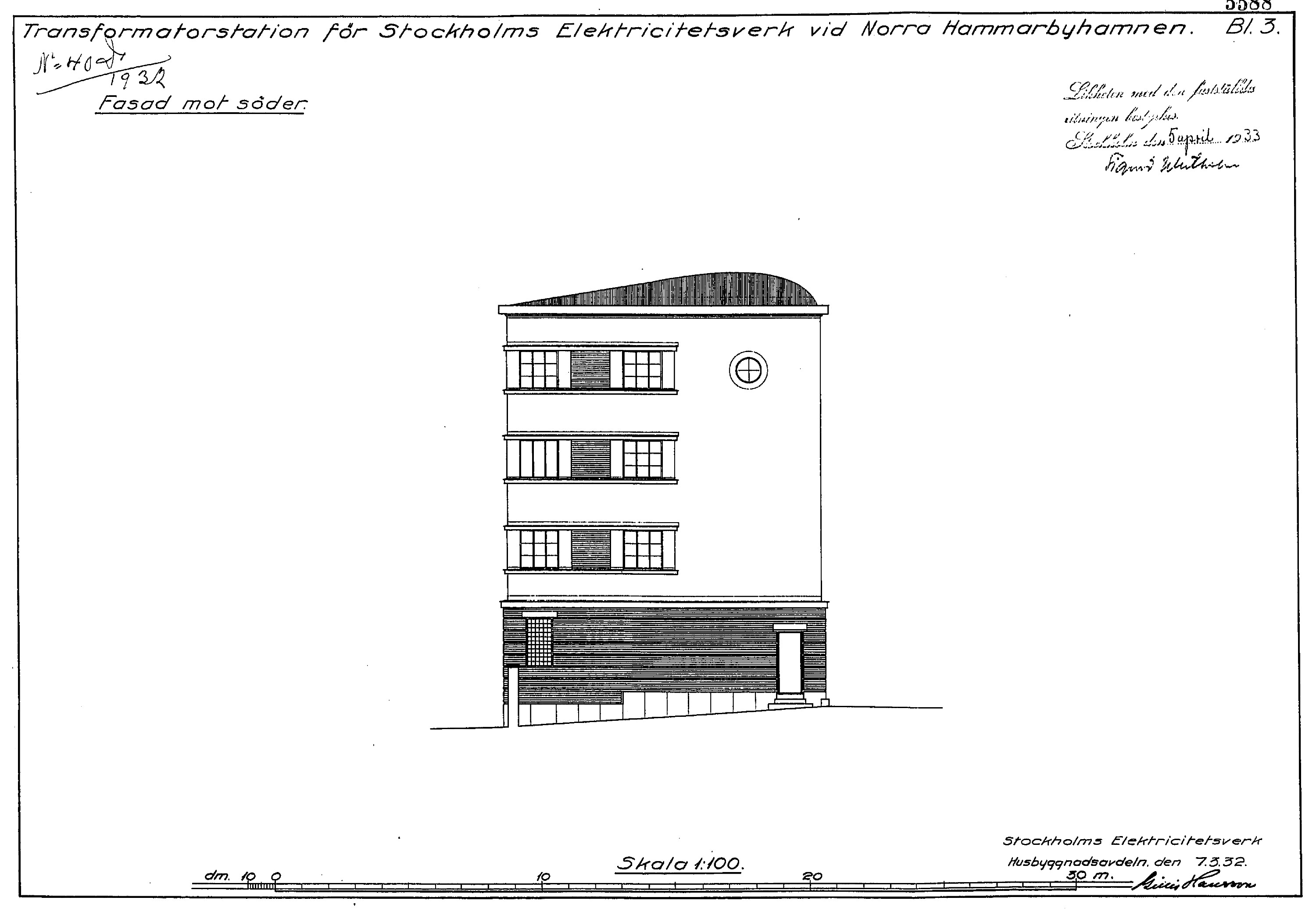
Fasad mot söder